# Sicilianistica
La sicilianistica è la branca delle scienze umane che studia la lingua, la cultura e la letteratura siciliana. La sicilianistica si situa all'interno della filologia romanza. Chi si occupa di sicilianistica è detto sicilianista.
La sicilianistica spazia dalla filologia dei testi medievali e rinascimentali alla linguistica storica, agli scavi d'archivio, alla cura e all'interpretazione della poesia contemporanea.